# Otmarov
Otmarov (en allemand : Otmarau) est une commune du district de Brno-Campagne, dans la région de Moravie-du-Sud, en République tchèque. Sa population s'élevait à 366 habitants en 2020.

## Géographie
Otmarov se trouve à 6 km au sud-est de Modřice, à 12 km au sud-sud-est de Brno et à 195 km au sud-est de Prague.
La commune est limitée par Brno au nord, par Sokolnice à l'est, par Měnín au sud, et par Rajhradice et Rebešovice à l'ouest.

## Histoire
En 1960, Otmarov a été incorporée à la commune de Rajhradice. La commune d'Otmarov a été rétablie en 1990.